# NGC 4075
NGC 4075 је лентикуларна галаксија у сазвежђу Девица која се налази на NGC листи објеката дубоког неба.
Деклинација објекта је + 2° 4' 22" а ректасцензија 12h 4m 37,8s. Привидна величина (магнитуда) објекта NGC 4075 износи 13,7 а фотографска магнитуда 14,6. NGC 4075 је још познат и под ознакама MCG 0-31-32, CGCG 13-64, Todd 11, PGC 38216.